# Station Poynton
Poynton is een spoorwegstation van National Rail in Poynton, Cheshire East in Engeland. Het station is eigendom van Network Rail en wordt beheerd door Northern Rail. Het station is geopend in 1887.

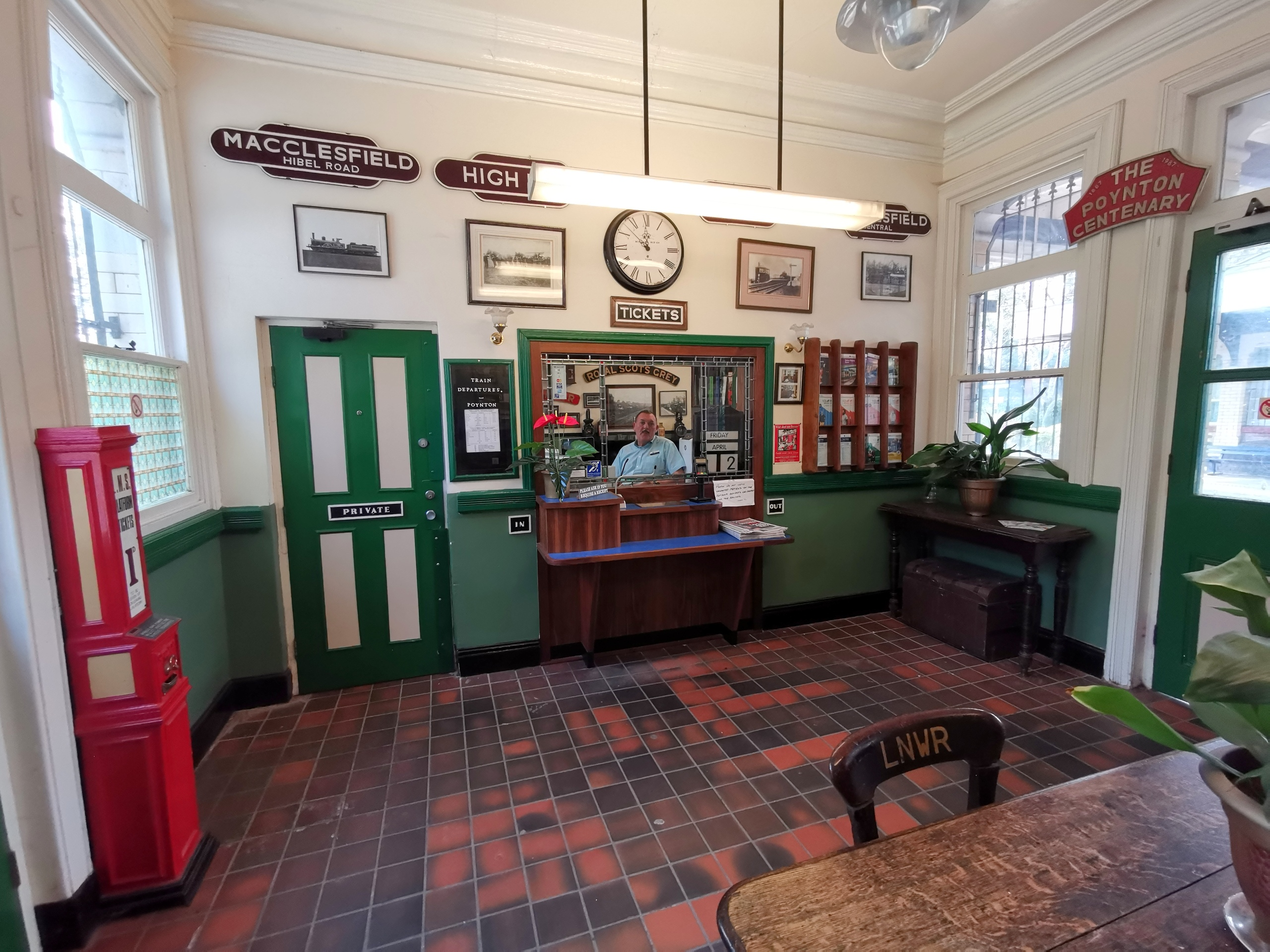
Loket, 2019
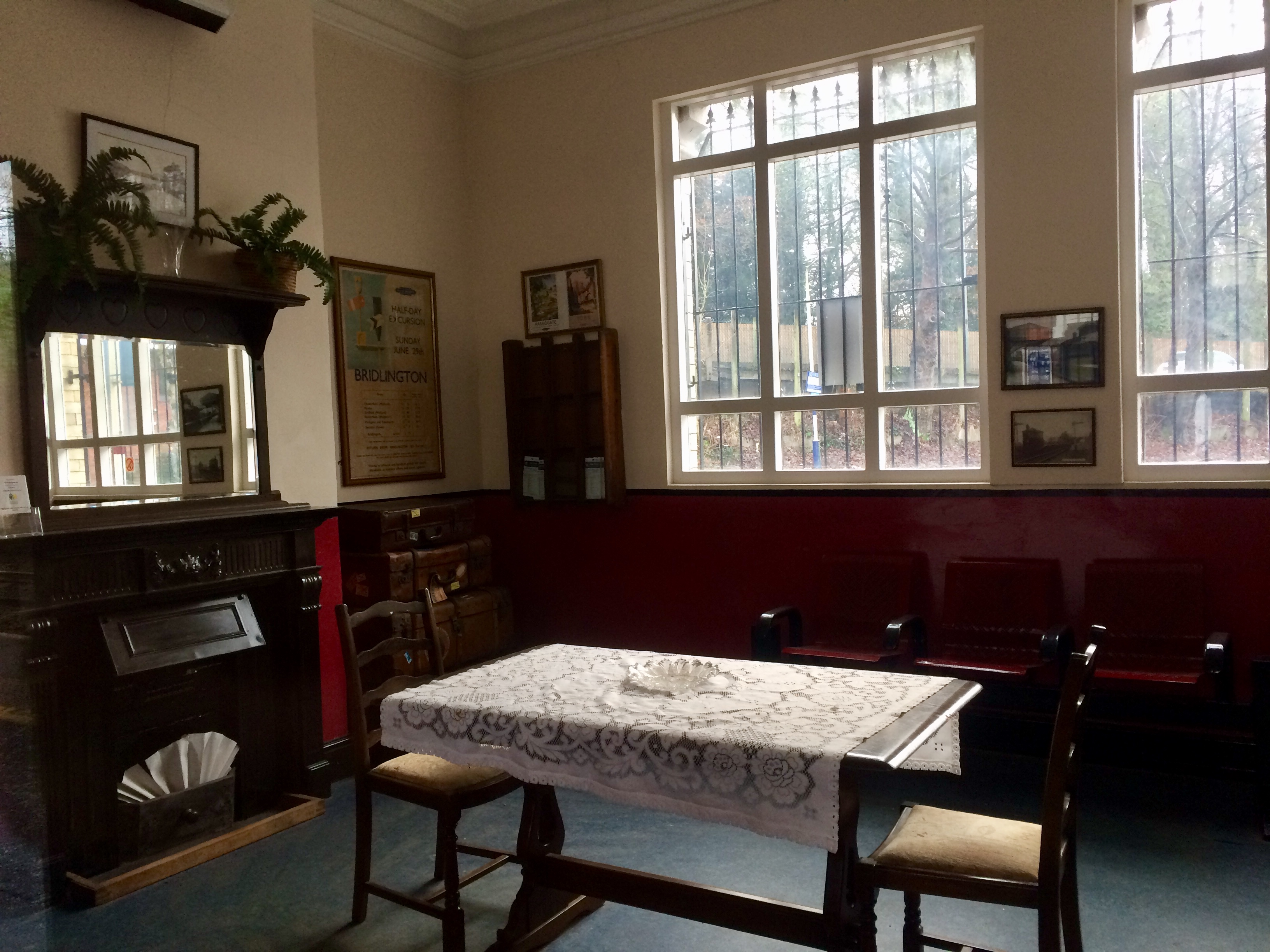
Wachtkamer, 2021